# Чалич, Зоран
Зоран Чалич (серб. Зоран Чалић, род. 4 марта 1931, Белград) — сербский режиссёр.
Известен широкой публике благодаря серии фильмов «Безумные годы», в частности седьмому фильму этой серии — «Жикина династия».

## Фильмография
- Увидимся в Чикаго / серб. Довиђења у Чикагу (1996)
- серб. Обрачун у Казино кабареу (1993)
- серб. Суза и њене сестре (1993)
- серб. Дама која убија (1992)
- Жикина женитьба / серб. Жикина женидба (1992)
- серб. Свемирци су криви за све (1991)
- серб. Вампири су међу нама (1989)
- Жикины мемуары / серб. Сулуде године (1988)
- серб. Луталица (1987)
- Вторая Жикина династия / серб. Друга Жикина династија (1986)
- серб. Ћао инспекторе (1985)
- Жикина династия / серб. Жикина династија (1985)
- Что происходит, когда любовь приходит / серб. Шта се згоди кад се љубав роди (1984)
- Как придёт, так и уйдёт / серб. Иди ми, дођи ми (1983)
- Какой дед, такой и внук / серб. Какав деда такав унук (1983)
- Люби, люби, но не теряй головы / серб. Љуби, љуби, ал' главу не губи (1981)
- Пришло время любить / серб. Дошло доба да се љубав проба (1980)
- Безумные годы / серб. Луде године (1978)
- серб. Прва љубав (1970)
- серб. Кондори (1970)